# やとさきはる
やとさき はるは、日本の漫画家。

## 来歴
2024年に『あくまであまい私の彼女』で自身初となる商業連載を開始した。

## 作品リスト

### 連載
- あくまであまい私の彼女（『コミックDAYS』2024年4月5日[3][4] - 連載中）

### 読み切り
- センチ・28cm（『つぼみ』vol.10〈2011年〉）[5][6]
- まよなかミクソロジー（『ヤングガンガン』2019年No.13）[7] - 作画担当。
- 作ってあげたい！よもつご飯（『コミックDAYS』2023年5月24日）[8] - 『あくまであまい私の彼女』1巻に併録[9]。

### 書籍
- 『あくまであまい私の彼女』、講談社〈シリウスKC〉2024年 - 、既刊3巻（2024年6月15日現在）
  1. 2024年7月9日発行、ISBN 978-4-06-536032-3[2]
  2. 2024年12月9日発行、ISBN 978-4-06-537337-8[10]
  3. 2025年6月9日発行、ISBN 978-4-06-539382-6[11]
- 『私の中でいちばんに光る、貴方』KADOKAWA〈ビームコミックス〉、2023年1月12日発行、ISBN 978-4-04-737347-1[1][12]